# Bodenstedt (Vechelde)
Bodenstedt ist eine Ortschaft des Ortsteils Bodenstedt/Liedingen/Köchingen in der Gemeinde Vechelde im Landkreis Peine im Bundesland Niedersachsen.

## Geografie

### Geografische Lage
Bodenstedt liegt im Flachland der Braunschweig-Hildesheimer Lößbörde, im Übergangsbereich zwischen den Ausläufern des nördlichen Harzvorlandes und dem Norddeutschen Tiefland. Nördlich des Ortes entspringt der Pisserbach, der südlich von Peine rechtsseitig in die Fuhse mündet. Die Gemarkung des Ortes stößt ohne natürliche Grenzen an die Feldmarken von Liedingen, Köchingen, Vallstedt, Lengede und Klein Lafferde.

### Nachbarorte
|                          | Liedingen                                   | Köchingen |
| Klein Lafferde (Lengede) | Kompassrose, die auf Nachbargemeinden zeigt |           |
| Lengede                  |                                             | Vallstedt |

## Geschichte

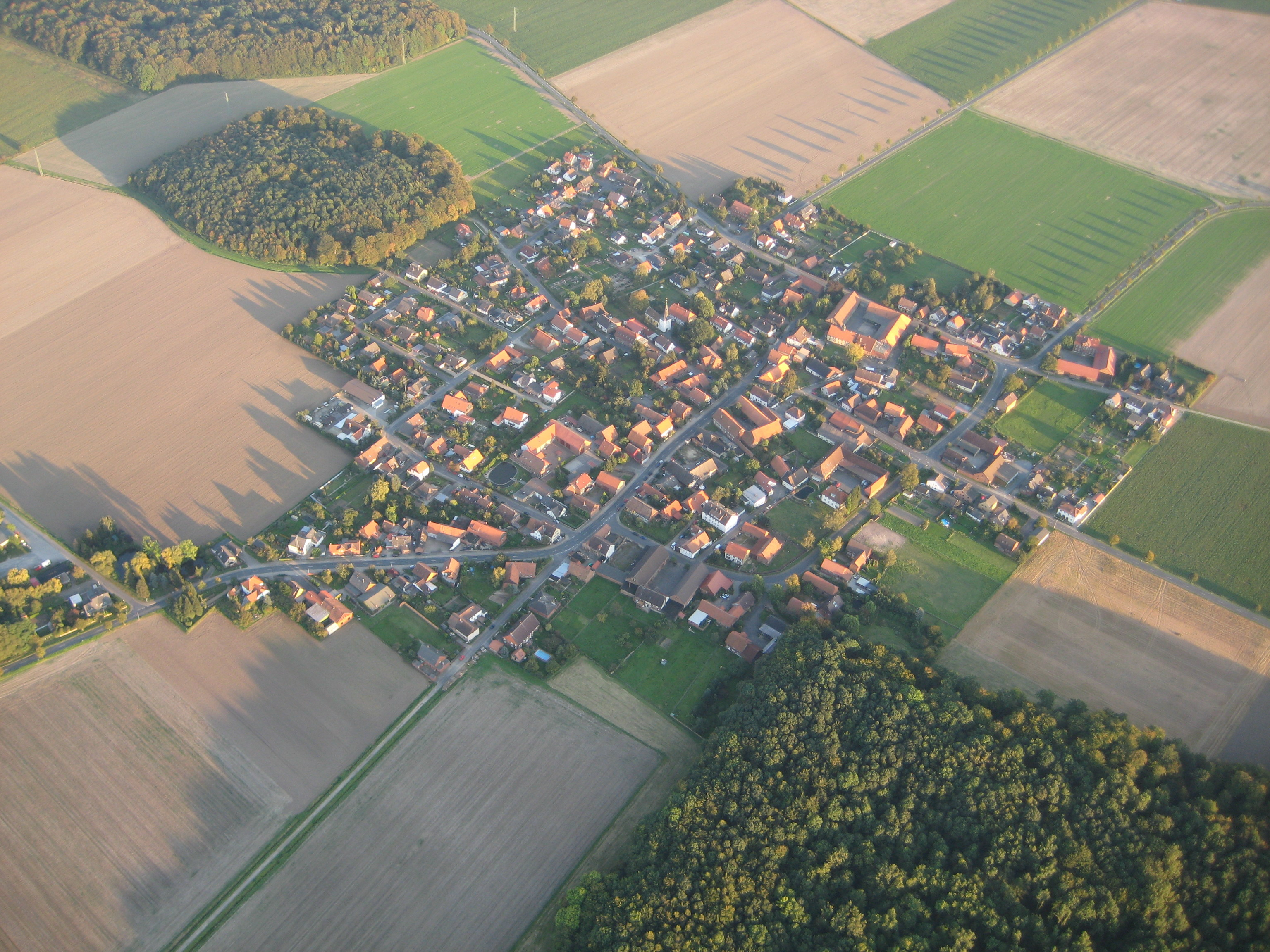
Luftaufnahme von Bodenstedt aus dem Jahre 2008

Der Ort entstand vermutlich in der Zeit der altsächsischen Besiedlung (300 bis 800 n. Chr.). Die erste urkundliche Erwähnung geht auf das Jahr 1151 unter dem Namen Bonstad zurück. Im Jahr 1318 wurde er unter dem Namen Bodenstede genannt.
Bodenstedts Zuordnung zum Landkreis Braunschweig und sein Status als selbstständige Gemeinde endeten im Jahr 1974 im Zuge der Gebietsreform Niedersachsens. Seit dem 1. März 1974 gehört Bodenstedt zur Gemeinde Vechelde und bildet mit Köchingen und Liedingen eine Ortschaft mit einem gemeinsamen Ortsrat.

## Einwohnerentwicklung
- 01.12.1910: 0573 Einwohner[4]
- 000001925: 0586 Einwohner[5]
- 000001933: 0539 Einwohner[5]
- 17.05.1939: 0772 Einwohner[5]
- 13.09.1950:     1017 Einwohner[6]
- 31.10.2016: 0642 Einwohner
- 31.10.2017: 0651 Einwohner
- 30.04.2018: 0678 Einwohner
- 31.12.2018: 0682 Einwohner

## Politik

### Ortsrat
Der gemeinsame Ortsrat von Liedingen, Bodenstedt und Köchingen setzt sich aus drei Ratsfrauen und sechs Ratsherren zusammen.
| Jahr | SPD | CDU | Grüne | Gesamt  |
| 2021 | 5   | 4   | -     | 9 Sitze |
| 2016 | 5   | 3   | 1     | 9 Sitze |
| 2011 | 4   | 4   | 1     | 9 Sitze |
| 2006 | 5   | 3   | 1     | 9 Sitze |

### Ortsbürgermeister
Der Ortsbürgermeister ist Benno Schünemann (SPD).

### Wappen
| Wappen von Bodenstedt | Blasonierung: „In Silber zwei blaue Flachsblüten über einer erhöhten stumpfen grünen Spitze mit der silbernen Kirche.“ |
| Wappen von Bodenstedt | Wappenbegründung: Die Kirche war früher Mittelpunkt des Ortes, der sich um bischöflich hildesheimische Besitzungen herum kristallisiert hat. Hinter ihr erhebt sich der begrünte Abraumberg (Seilbahnberg) auf der südlichen Feldmark, der beim Eisenerz-Tagebau der Ilseder Hütte anfiel, in der viele Bodenstedter arbeiteten. Die Flachsblüten würdigen einen früher ebenfalls bedeuteten Erwerbszweig der Einwohner, die Leinenweberei. Das Wappen wurde vom Heraldiker Gustav Völker gestaltet, anlässlich der 800-Jahr-Feier 1952 eingeführt und am 17. März 1953 durch das Niedersächsische Ministerium des Innern genehmigt. |

## Sehenswürdigkeiten

### Zeiträume Bodenstedt

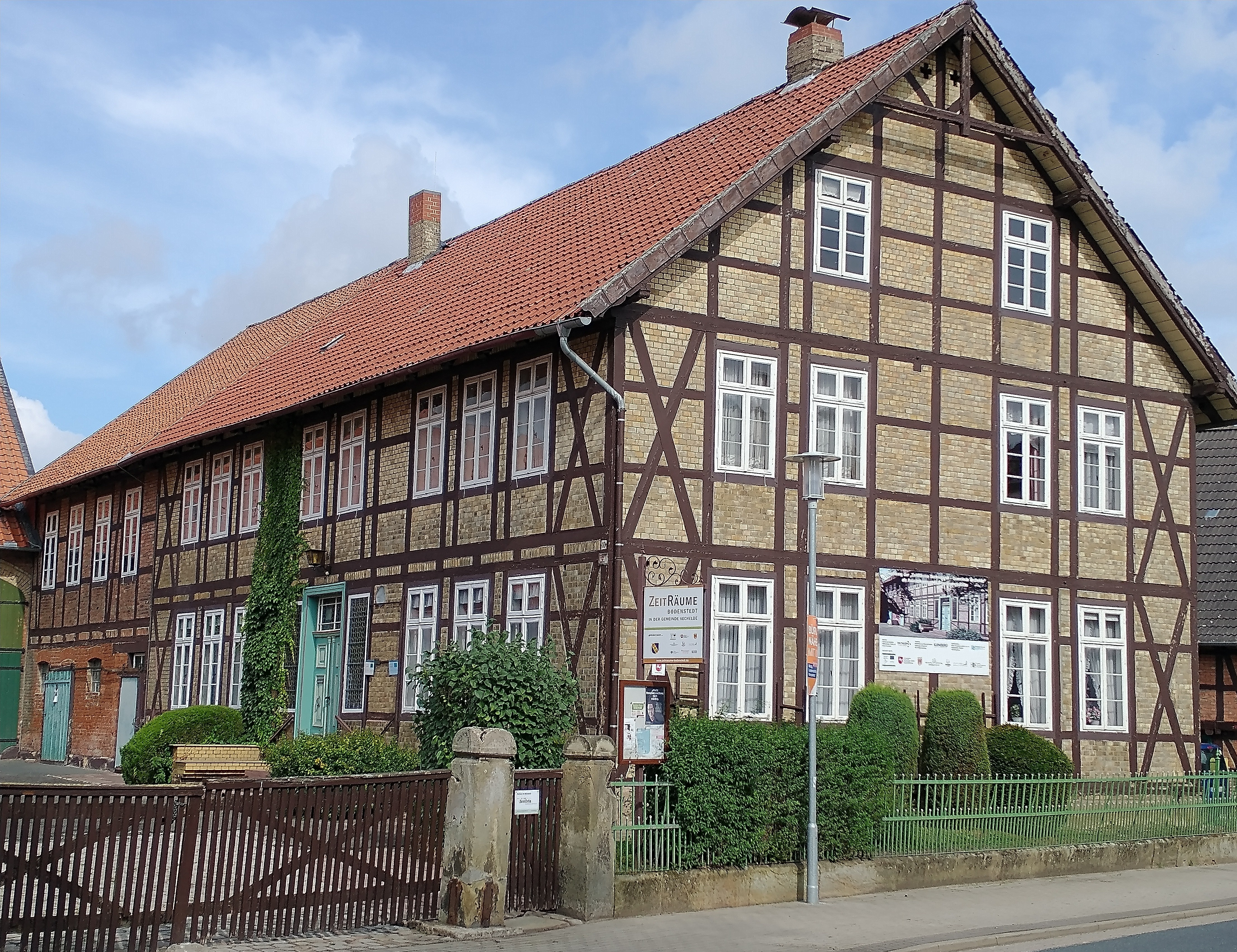
Zeiträume Bodenstedt

Im ehemaligen Bauernhof mit Vorkriegs-Gaststätte werden begehbare „Zeit-Räume“ im überlieferten Originalzustand präsentiert, mit kulturhistorisch und politisch bedeutsamen Hintergründen der letzten 130 Jahre.

## Persönlichkeiten
Söhne und Töchter des Ortes
- Carl Lauenstein (1919–2009), Politiker (DP/CDU) und Landwirt